# Maximilian van Oostenrijk-Este
Aartshertog Maximilian Lorenz Ettore Karl, Marco d'Aviano  van Oostenrijk-Este (Brussel, 6 september 2019) is het tweede kind van prins Amedeo van België en Elisabetta Maria Rosboch von Wolkenstein, en de jongere broer van Anna Astrid van Oostenrijk-Este.
Hij is het tweede kleinkind van prinses Astrid van België en prins Lorenz, en het tweede achterkleinkind van koning Albert II van België en koningin Paola.

## Geboorte en naamgeving
Op 19 juni 2019 geraakte bekend dat prins Amedeo en prinses Elisabetta een tweede kindje verwachtten. De geboorte was voorzien voor september van dat jaar, drie maanden na de bekendmaking.
Maximilian werd geboren op 6 september 2019 om 21:05 uur in Brussel. Bij de geboorte woog hij 3,3 kilogram en was hij 50 centimeter groot.

### Voornamen
- Maximilian[11][12]: Deze naam kwam doorheen de geschiedenis reeds eerder voor in het Huis Habsburg, waar Maximilian deel van uitmaakt: via zijn grootvader Lorenz van Oostenrijk-Este stamt hij immers af van de aartshertogen en keizers van Oostenrijk. Zo regeerde er tussen 1493 en 1519 een Maximiliaan over het Heilig Roomse Rijk en was er een andere aartshertog Maximiliaan die in de 19e eeuw keizer van Mexico werd. Deze laatste was bovendien gehuwd met Charlotte van België. Zij was een dochter van de Belgische koning Leopold I, die een voorganger is van Maximilians overgrootvader Albert II van België.[13]
- Lorenz : grootvader, langs vaderszijde
- Ettore : grootvader, langst moederszijde
- Karl : Zaligverklaarde, laatste keizer van Oostenrijk
- Marco d'Aviano: Zalige Kapucijner pater wiens naam uit devotie bij vele habsburgers wordt opgenomen.

## Belgische troonopvolging
Maximilian staat op de achtste plaats in de lijst om de troonopvolging van België.
In tegenstelling tot zijn vader Amedeo en zijn grootvader Lorenz, draagt Maximilian niet de titel van prins van België. Het koninklijk besluit van 12 november 2015 betreffende de verlening van de titel van Prins of Prinses van België beperkt de toekenning van deze titel immers tot de kinderen en kleinkinderen van de Koning der Belgen en de troonopvolger, waardoor Maximilian hier niet voor in aanmerking komt.
Daarnaast neemt hij de tweede plaats in als opvolger van het hoofd van het aartshertogelijke huis Oostenrijk-Este. Door de Salische wetgeving in het huisrecht van de Habsburger gaat hij hierbij voor op zijn zus aartshertogin Anna-Astrid. 